# Ashlyn Harris
Ashlyn Harris és una portera de futbol internacional pels Estats Units, amb els que ha guanyat un Mundial.

## Trajectòria
| Temporades  | Lliga             | Club                     | P  | G | Actualitzat |
| ----------- | ----------------- | ------------------------ | -- | - | ----------- |
| 2006 - 2009 | D2/D3             | North Carolina Tar Heels | 77 | 0 |             |
| 2009        | D2                | Pali Blues               | 05 | 0 |             |
| 2010        | D1                | Saint Louis Athletica    | 0  | 0 |             |
| 2010        | D1                | Washington Freedom       | 0  | 0 |             |
| 2011 - 2012 | D1                | Western New York Flash   | 18 | 0 |             |
| 12/13       | D1                | FCR Duisburg             | 08 | 0 |             |
| 2013 - 2015 | D1                | Eashington Spirit        | 45 | 0 |             |
| 2013        | D1                | Tyresö FF (cessió)       | 07 | 0 |             |
| 2016 - act. | D1                | Orlando Pride            | 15 | 0 | 01/12/2016  |
|             |                   |                          |    |   |             |
| 2000 - 2004 | Selecció sub-19   | Selecció sub-19          | 37 | 0 |             |
| 2013 - act. | Selecció absoluta | Selecció absoluta        | 11 | 0 |             |

## Palmarès
| Títols — Seleccions nacionals            |      |      |      |
| 1 Mundial                                | 2015 |      |      |
| 0 1 Copa d'Or de la CONCACAF             | 2014 |      |      |
| 3 Copes d'Algarve                        | 2011 | 2013 | 2015 |
| 1 Mundial sub-20                         | 2002 |      |      |
| Títols — Clubs                           |      |      |      |
| 1 Lliga professional                     | 2011 |      |      |
| 2 Lligues semiprofessionals              | 2009 | 2012 |      |
| Reconeixements — Premis                  |      |      |      |
| Millor portera de la Lliga professional  | 2016 |      |      |
| Reconeixements — Seleccions de jugadores |      |      |      |
|                                          |      |      |      |